# Antipalpus similis
Antipalpus similis är en tvåvingeart som beskrevs av Moucha och Hradsky 1966. Antipalpus similis ingår i släktet Antipalpus och familjen rovflugor. Inga underarter finns listade i Catalogue of Life.